# Prusias
Prusias là một chi nhện trong họ Sparassidae.